# Sindicato de Mecánicos y Afines del Transporte Automotor

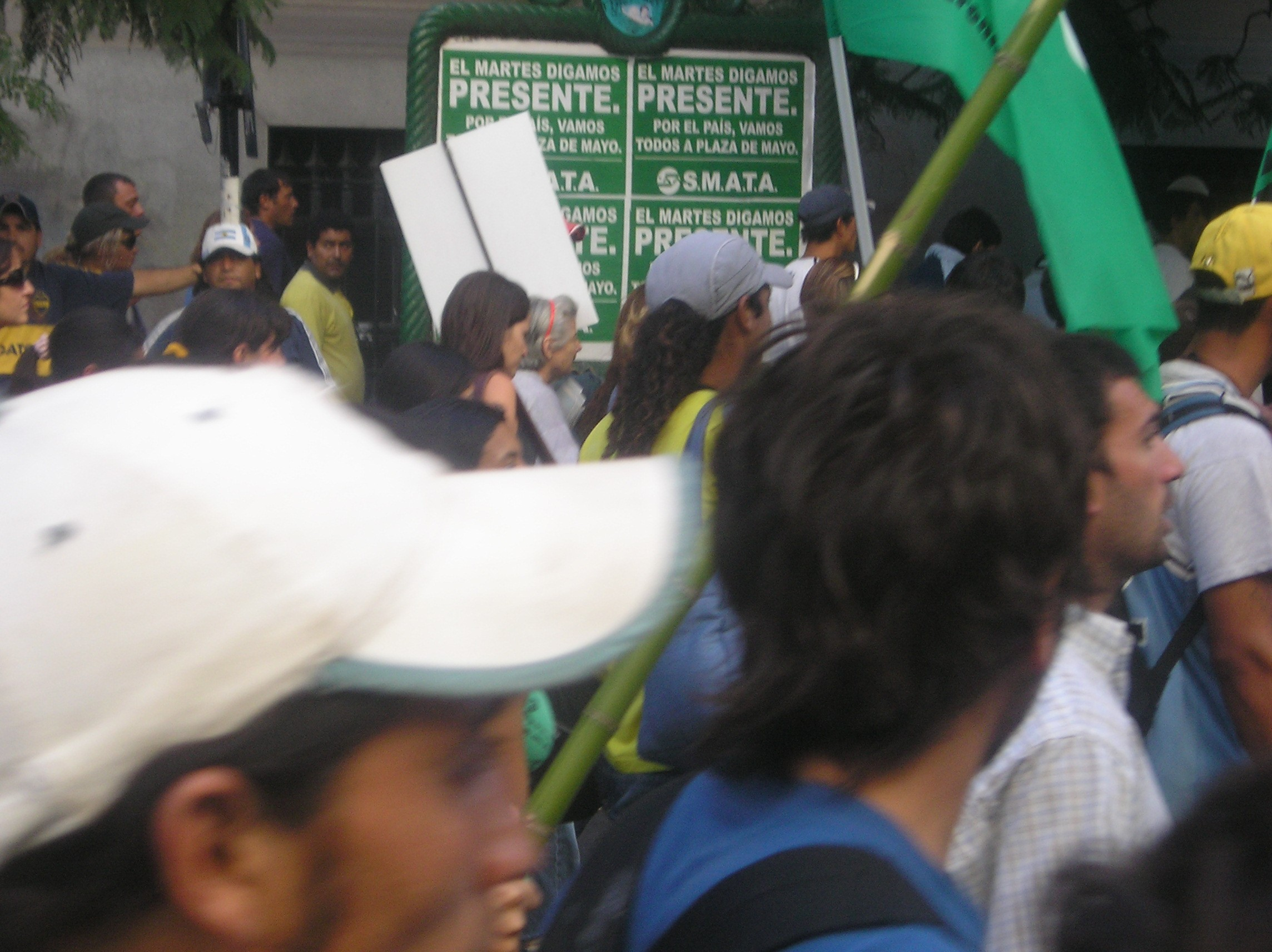
Marcha de trabajadores del SMATA.

El Sindicato de Mecánicos y Afines del Transporte Automotor (SMATA) es el sindicato que agrupa a los trabajadoes de la industria del automóvil en la República Argentina. El SMATA ha sido tradicionalmente uno de los sindicatos importantes del movimiento sindical argentino. A sus filas pertenecieron Elpidio Torres, René Salamanca, Adolfo García, Luis Bazzano, Dirck Henry Kloosterman, José Rodríguez y Mario Manrique, quienes se desempeñaron como secretarios generales. Su secretario general desde 2012 es Ricardo Pignanelli.
Fue fundado el 1 de junio de 1945 con el nombre de Sindicato de Mecánicos y Afines (SMAA), dentro de la Confederación General del Trabajo (CGT), nucleando básicamente a los trabajadores que se desempeñaban en los talleres mecánicos de reparación de automóviles y por afinidad a los trabajadores relacionados con la actividad automotriz. En 1948 tomó su nombre definitivo.
El sindicato se afilió en la década de 1970 a la Federación Internacional de Trabajadores de la Industria Metalúrgica (FITIM), actualmente fusionada con otros sindicatos industriales en Industriall .